# Daikin
Daikin Industries (ダイキン工業株式会社, daikin kōgyō kabushiki-kaisha) est une entreprise japonaise, créée en 1924 par Akira Yamada à Osaka. La société développe ses activités sur le marché du génie climatique et se spécialise à partir des années 1930 dans les systèmes de refroidissement en lançant son propre réfrigérant, le Mifujirator. Après l'introduction sur le marché international, en 1958, de son premier système de climatisation réversible, Daikin s'implante en Europe en 1973. Elle est cotée aux bourses de Tokyo et d'Osaka: TSE : 6367.

## Historique

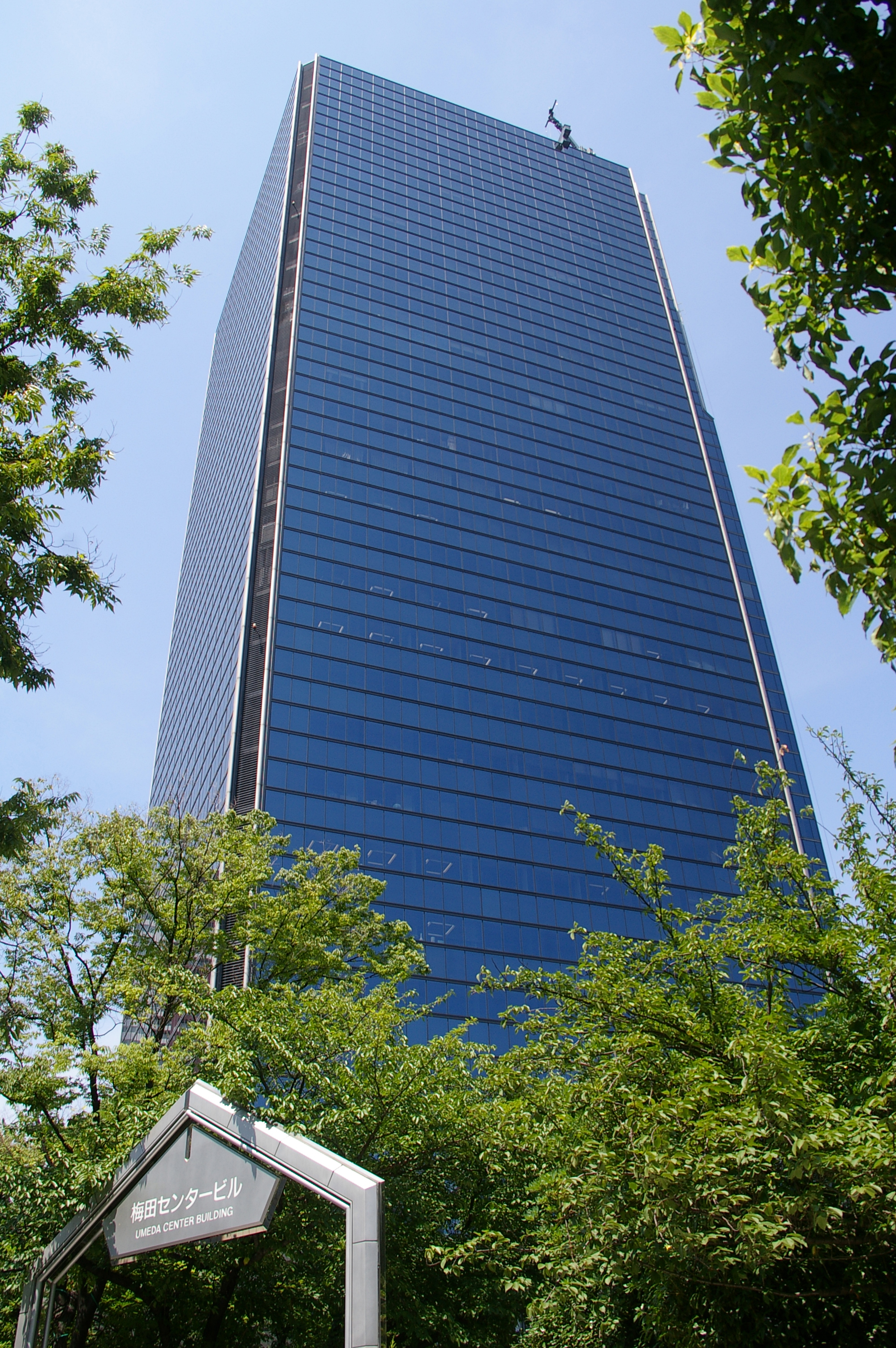
Le siège de Daikin au Umeda Center Building à Osaka

En 2015, Solvay cède son activité en fluide frigorigène à Daikin.
Daikin met au point le fluide frigorigène R32, fluide présenté comme plus écologique et ayant de meilleures performances énergétiques que le R410A utilisé jusque-là. En 2017, il lance la première PAC air/eau alimentée en R32. 
En novembre 2018, Daikin annonce l'acquisition d'AHT Cooling, spécialisée dans la réfrigération, pour 881 million d'euros.
En 2020, une pollution des eaux à l'acide perfluorooctanoïque a été constatée à Settsu (Préfecture d'Osaka) au Japon; elle a mené à la forte présence de PFOA dans des échantillons sanguins prélevés sur la population de la ville. L'usine de Daikin dans cette municipalité, qui a utilisé cette substance jusqu'en 2015, est considérée comme la source probable de cette pollution.

## Divisions et produits
Daikin est organisé en cinq divisions principales:
- Air conditionné

Il est notamment connu du grand public pour ses produits pompes à chaleur et de climatisation air/air et air/eau pour des applications résidentielles, tertiaires ou industrielles.
- Produits chimiques
- Hydraulique
- Systèmes de défense
- Électronique

## Daikin en Europe
Daikin Industries implante son siège européen à Ostende en Belgique, et des filiales dans certains pays européens, comme en 1993 avec la création de Daikin Airconditioning France SAS basée à Nanterre (Hauts-de-Seine), qui couvre l'ensemble du territoire métropolitain. 
Trois usines de fabrication ont été créées à Ostende (Belgique), Brno et Plzen (République tchèque) pour fournir l'ensemble du territoire  européen. Le rachat du groupe Oyl apportait désormais deux sites de fabrication supplémentaires en Italie, à proximité de Rome pour les groupes d'eau glacée et de Milan pour les centrales de traitement d'air. 